# Athyrium distentifolium
Athyrium distentifolium is een varen uit de wijfjesvarenfamilie (Athyriaceae). Het is een typische soort van het hooggebergte op silicaatrijke bodems.

## Naamgeving en etymologie
Synoniemen:
- Athyrium alpestre (Hoppe) Clairv.
- Aspidium alpestre Hoppe
- Pseudathyrium alpestre (Hoppe) Newman
- Athyrium alpestre subsp. americanum (Butters) Lellinger
- Athyrium alpestre var. gaspense Fernald
- Athyrium americanum (Butters) Maxon

In andere talen:
- Engels: Alpine lady fern
- Frans: Athyrium des Alpes, Athyrium alpestre

De soortaanduiding distentifolium is afkomstig van het Latijnse distentus (uitgerekt) en folium (blad), waarschijnlijk naar de langgerekte vorm van het blad.

## Kenmerken
Athyrium distentifolium is een terrestrische varen met kruipende rizomen en in bundels geplaatste bladstelen met stevige, tot 1,5 m lange, lichtgroene, lancetvormige bladeren, aan de basis smal toelopend, tweevoudig gedeeld, de deelblaadjes van tweede orde met getande lobben. De bladsteel is veel korter dan het blad, dik en overvloedig voorzien van bruine schubben.
De sporendoosjes liggen in ronde hoopjes aan de onderzijde van het blad en zijn bedekt door zeer klein dekvliesjes met gewimperde rand, die snel afvallen. De sporen zijn rijp in juli/september.

## Habitaten verspreiding
Athyrium distentifolium komt voor op vochtige, beschaduwde of half-beschaduwde plaatsen op min of meer zure en silicaatrijke klei-, zand- of rotsige bodem, tot op 2000 m hoogte, zoals in montane bossen (naaldbossen, beukenbossen), vochtige graslanden, bermen en op bemoste rotsen.

## Verspreiding en voorkomen
Athyrium distentifolium komt voor in gebergtes in streken met een koud gematigd- of subarctisch klimaat van het noordelijk halfrond. Het is een vrij zeldzame plant in Europese gebergtes, maar kan gevonden worden in de Alpen, de Pyreneeën, het Centraal Massief, de Jura en de Vogezen, en verder in de bergen van Corsica, Schotland, Ierland, Scandinavië en Centraal- en Oost-Europa en Rusland.
... · A. distentifolium · A. filix-femina (wijfjesvaren) · A. flexile · A. niponicum · ...